# ハン・ガイン
ハン・ガイン（朝: 한가인、1982年2月2日 - ）は、韓国の女優。BHエンターテインメント所属。本名はキム・ヒョンジュ。夫は俳優のヨン・ジョンフン。

## プロフィール
ソウル特別市生まれ。身長168cm、体重48kg、血液型AB型。姉が1人いる。
ペファ高等学校、慶熙大学校ホテル観光学科卒業。高校時代、ニュース番組にインタビューされ、芸能関係者の目に留まり、スカウトされたものの当時は受験生だったために断った。しかし、大学入学後に再びスカウトされ芸能界入りした。
デビューは2002年のアシアナ航空CM。
2005年4月26日、ドラマ『黄色いハンカチ』で共演したヨン・ジョンフンと24歳で結婚。結婚11年目の2016年4月に第一子となる女児を出産。2019年5月に第二子となる男児を出産。
趣味は、十字繍（クロスステッチ）、悲しい音楽を聞くこと、映画鑑賞。

## 出演作品

### テレビドラマ
- 太陽の誘惑（2002年、KBS） - ジュヨン役
- 黄色いハンカチ（2003年、KBS） - チョ・ソンジュ役
- 愛情の条件（2003年、KBS） - カン・ウンパ役
- 新入社員（2005年、MBC） - イ・ミオク役
- Dr.ギャング（2006年、MBC） - キム・ユナ役
- 魔女ユヒ（2007年、SBS） - マ・ユヒ役
- 赤と黒（2010年、SBS） - ムン・ジェイン役
- 太陽を抱く月（2012年、MBC） - ホ・ヨヌ（ウォル）役
- ミストレス〜愛に惑う女たち〜（2018年、OCN） - チャン・セヨン役

### 映画
- マルチュク青春通り（2004年）
- 建築学概論（2012年）

## 受賞歴
- 2003年 KBS演技大賞 新人賞（黄色いハンカチ）
- 2004年 KBS演技大賞 女性優秀演技賞/ベストカップル賞（愛情の条件）
- 2005年 MBC演技大賞 女性優秀賞（新入社員）